# Ribeirão Feijão
O ribeirão Feijão é um rio brasileiro do estado de São Paulo. Nasce no município de São Carlos, e faz parte da bacia hidrográfica do Rio Jacaré-Guaçu.
Na sua junção com o rio do Lobo, formam a nascente do rio Jacaré-Guaçu na divisa dos municípios de Itirapina com São Carlos. 
Possui uma unidade do Serviço Autônomo de Água e Esgoto (SAAE); a captação do rio feijão, responsável por parte do abastecimento de água da cidade de São Carlos.